# Конрад (Лотарингия)
Вижте пояснителната страница за други личности с името Конрад.
Конрад I или Конрад Червения (на немски: Konrad der Rote; * 922; † 10 август 955, Лехфелд) от фамилията на Салиите, е от 944 до 953 г. херцог на Лотарингия. През 941 г. той има титлата граф в Шпайергау, Вормсгау и Наегау. От 942 до 945 г. е граф в Херцогство Франкония.

## Биография
Той е син на граф Вернер V, граф на Вормсгау и Шпайергау. Майка му е или от род Конрадини, или Хиха Швабска, дъщерята на херцог Бурхард II от Швабия.
През 942 г. Конрад участва в подготвянето на мира от Визе. От благодарност му се дава херцогската титла през 944 г. През 947 г. той се жени за Лиутгарда, дъщерята на крал Ото I. Той придружава през 951 Ото I в неговия първи поход в Италия и при връщането му в Източнофранкското кралство през 952 г. е поставен за щатхалтер в Павия.
Конрад се съюзява с Отовия син Лиудолф от Швабия през 953 г. за свалянето на мразения херцог Хайнрих от Бавария. На едно събрание в райхстага във Фритцлар през май 953 г. вземат херцогствата на Конрад и Лиудолф. През 954 г. Конрад се подчинява, след загубен бунт в Лангенцен при Фюрт, на крал Ото I. Той не получава обаче обратно херцогството, a само своите имоти.
Конрад е убит като командир на франките в битката на Лехското поле против маджарите.

## Деца
Конрад има син Ото (* 948), който става херцог на Каринтия.